# Lista amerykańskich senatorów ze stanu Kansas
Lista amerykańskich senatorów ze stanu Kansas – senatorzy wybrani ze stanu Kansas.
Stan Kansas został włączony do Unii 29 stycznia 1861 roku. Posiada prawo do mandatów senatorskich 2. i 3. klasy. Do 8 kwietnia 1913 roku (ratyfikowania 17. poprawki do Konstytucji) senatorowie byli wybierani przez stanowy parlament. Od tego czasu wybierani są w wyborach powszechnych.

## 2. klasa
| Lp.   | Imię i nazwisko     | Imię i nazwisko | Od                                                  | Do                | Partia               | Kadencja | Uwagi |
| ----- | ------------------- | --------------- | --------------------------------------------------- | ----------------- | -------------------- | --- | --- |
| Wakat | Wakat               | Wakat           | 29 stycznia 1861                                    | 4 kwietnia 1861   |                      | 1 | Parlament nie zdołał wybrać senatora |
| 1     | James H. Lane       |                 | 4 kwietnia 1861                                     | 11 lipca 1866     | Partia Republikańska | 1 | Wybrany w 1861 |
| 1     | James H. Lane       | 2               | 4 kwietnia 1861                                     | 11 lipca 1866     | Partia Republikańska | Reelekcja w 1865 Zmarł w trakcie sprawowania urzędu w 1866                                                                          | |
| Wakat | Wakat               | Wakat           | 11 lipca 1866                                       | 25 lipca 1866     |                      | 2 | |
| 2     | Edmund G. Ross      |                 | 25 lipca 1866                                       | 4 marca 1871      | Partia Republikańska | 2 | Mianowany do kontynuowania kadencji w 1866 Wybrany do dokończenia kadencji w wyborach specjalnych w 1867 Przegrał wybory na pełną, 6-letnią kadencję w 1871 |
| 3     | Alexander Caldwell  |                 | 4 marca 1871                                        | 24 marca 1873     | Partia Republikańska | 3 | Wybrany w 1871 Zrezygnował przed końcem kadencji w 1873 |
| Wakat | Wakat               | Wakat           | 24 marca 1873                                       | 24 listopada 1873 |                      | 3 | |
| 4     | Robert Crozier      |                 | 24 listopada 1873                                   | 2 lutego 1874     | Partia Republikańska | 3 | Mianowany do kontynuowania kadencji w 1873 Zrezygnował po wyborze następcy                                                                                  |
| 5     | James M. Harvey     |                 | 2 lutego 1874                                       | 4 marca 1877      | Partia Republikańska | 3 | Wybrany do dokończenia kadencji w wyborach specjalnych w 1874                                                                                               |
| 6     | Preston B. Plumb    |                 | 4 marca 1877                                        | 20 grudnia 1891   | Partia Republikańska | 4 | Wybrany w 1877 |
| 6     | Preston B. Plumb    | 5               | 4 marca 1877                                        | 20 grudnia 1891   | Partia Republikańska | Reelekcja w 1883 | |
| 6     | Preston B. Plumb    | 6               | 4 marca 1877                                        | 20 grudnia 1891   | Partia Republikańska | Reelekcja w 1888 Zmarł w trakcie sprawowania urzędu w 1891                                                                          | |
| Wakat | Wakat               | Wakat           | 20 grudnia 1891                                     | 1 stycznia 1892   |                      | 6 | |
| 7     | Bishop W. Perkins   |                 | 1 stycznia 1892                                     | 4 marca 1893      | Partia Republikańska | 6 | Mianowany do kontynuowania kadencji w 1892 Zrezygnował po wyborze następcy                                                                                  |
| 8     | John Martin         |                 | 4 marca 1893                                        | 4 marca 1895      | Partia Demokratyczna | 6 | Wybrany do dokończenia kadencji w wyborach specjalnych w 1893                                                                                               |
| 9     | Lucien Baker        |                 | 4 marca 1895                                        | 4 marca 1901      | Partia Republikańska | 7 | Wybrany w 1895 Przegrał wybory w 1901 |
| 10    | Joseph R. Burton    |                 | 4 marca 1901                                        | 4 czerwca 1906    | Partia Republikańska | 8 | Wybrany w 1901 Zrezygnował przed końcem kadencji w 1906 |
| Wakat | Wakat               | Wakat           | 4 czerwca 1906                                      | 11 czerwca 1906   |                      | 8 | |
| 11    | Alfred W. Benson    |                 | 11 czerwca 1906                                     | 23 stycznia 1907  | Partia Republikańska | 8 | Mianowany do kontynuowania kadencji w 1906 Przegrał wybory specjalne o dokończenie kadencji w 1907                                                          |
| Wakat | Wakat               | Wakat           | 23 stycznia 1907                                    | 29 stycznia 1907  |                      | 8 | |
| 12    | Charles Curtis      |                 | 29 stycznia 1907                                    | 4 marca 1913      | Partia Republikańska | 8 | Wybrany do dokończenia kadencji w wyborach specjalnych w 1907                                                                                               |
| 12    | Charles Curtis      | 9               | 29 stycznia 1907                                    | 4 marca 1913      | Partia Republikańska | Wybrany na pełną, 6-letnią kadencję w 1907 Przegrał wybory w 1913                                                                   | |
| 13    | William H. Thompson |                 | 4 marca 1913                                        | 4 marca 1919      | Partia Demokratyczna | 10 | Wybrany w 1913 Przegrał wybory w 1918 |
| 14    | Arthur Capper       |                 | 4 marca 1919                                        | 3 stycznia 1949   | Partia Republikańska | 11 | Wybrany w 1918 |
| 14    | Arthur Capper       | 12              | 4 marca 1919                                        | 3 stycznia 1949   | Partia Republikańska | Reelekcja w 1924 | |
| 14    | Arthur Capper       | 13              | 4 marca 1919                                        | 3 stycznia 1949   | Partia Republikańska | Reelekcja w 1930 | |
| 14    | Arthur Capper       | 14              | 4 marca 1919                                        | 3 stycznia 1949   | Partia Republikańska | Reelekcja w 1936 | |
| 14    | Arthur Capper       | 15              | 4 marca 1919                                        | 3 stycznia 1949   | Partia Republikańska | Reelekcja w 1942 Nie starał się o reelekcję w 1948                                                                                  | |
| 15    | Andrew F. Schoeppel |                 | 3 stycznia 1949                                     | 21 stycznia 1962  | Partia Republikańska | 16 | Wybrany w 1948 |
| 15    | Andrew F. Schoeppel | 17              | 3 stycznia 1949                                     | 21 stycznia 1962  | Partia Republikańska | Reelekcja w 1954 | |
| 15    | Andrew F. Schoeppel | 18              | 3 stycznia 1949                                     | 21 stycznia 1962  | Partia Republikańska | Reelekcja w 1960 Zmarł w trakcie sprawowania urzędu w 1962                                                                          | |
| Wakat | Wakat               | Wakat           | 21 stycznia 1962                                    | 31 stycznia 1962  |                      | 18 | |
| 16    | James B. Pearson    |                 | 31 stycznia 1962                                    | 23 grudnia 1978   | Partia Republikańska | 18 | Mianowany do kontynuowania kadencji w 1962 Wybrany do dokończenia kadencji w wyborach specjalnych w 1962                                                    |
| 16    | James B. Pearson    | 19              | 31 stycznia 1962                                    | 23 grudnia 1978   | Partia Republikańska | Wybrany na pełną, 6-letnią kadencję w 1966                                                                                          | |
| 16    | James B. Pearson    | 20              | 31 stycznia 1962                                    | 23 grudnia 1978   | Partia Republikańska | Reelekcja w 1972 Nie starał się o reelekcję w 1978 Zrezygnował przed końcem kadencji, by wybrany następca mógł szybciej objąć urząd | |
| 17    | Nancy Kassebaum     | 20              |                                                     | 23 grudnia 1978   | 3 stycznia 1997      | Partia Republikańska | Mianowana do dokończenia kadencji, będąc już wcześniej wybrana na pełną, 6-letnią kadencję                                                                  |
| 17    | Nancy Kassebaum     | 21              | Wybrana w 1978                                      | 23 grudnia 1978   | 3 stycznia 1997      | Partia Republikańska | |
| 17    | Nancy Kassebaum     | 22              | Reelekcja w 1984                                    | 23 grudnia 1978   | 3 stycznia 1997      | Partia Republikańska | |
| 17    | Nancy Kassebaum     | 23              | Reelekcja w 1990 Nie starała się o reelekcję w 1996 | 23 grudnia 1978   | 3 stycznia 1997      | Partia Republikańska | |
| 18    | Pat Roberts         |                 | 3 stycznia 1997                                     | 3 stycznia 2021   | Partia Republikańska | 24 | Wybrany w 1996 |
| 18    | Pat Roberts         | 25              | 3 stycznia 1997                                     | 3 stycznia 2021   | Partia Republikańska | Reelekcja w 2002 | |
| 18    | Pat Roberts         | 26              | 3 stycznia 1997                                     | 3 stycznia 2021   | Partia Republikańska | Reelekcja w 2008 | |
| 18    | Pat Roberts         | 27              | 3 stycznia 1997                                     | 3 stycznia 2021   | Partia Republikańska | Reelekcja w 2014 Nie starał się o reelekcję w 2020                                                                                  | |
| 19    | Roger Marshall      |                 | 3 stycznia 2021                                     | nadal             | Partia Republikańska | 28 | Wybrany w 2020 |

## 3. klasa
| Lp.   | Imię i nazwisko    | Imię i nazwisko | Od                                                 | Do                | Partia               | Kadencja | Uwagi                                                                                              |
| ----- | ------------------ | --------------- | -------------------------------------------------- | ----------------- | -------------------- | --- | -------------------------------------------------------------------------------------------------- |
| Wakat | Wakat              | Wakat           | 29 stycznia 1861                                   | 4 kwietnia 1861   |                      | 1 | Parlament nie zdołał wybrać senatora                                                               |
| 1     | Samuel C. Pomeroy  |                 | 4 kwietnia 1861                                    | 4 marca 1873      | Partia Republikańska | 1 | Wybrany w 1861                                                                                     |
| 1     | Samuel C. Pomeroy  | 2               | 4 kwietnia 1861                                    | 4 marca 1873      | Partia Republikańska | Reelekcja w 1867 Przegrał wybory w 1873                                                                       | |
| 2     | John James Ingalls |                 | 4 marca 1873                                       | 4 marca 1891      | Partia Republikańska | 3 | Wybrany w 1873                                                                                     |
| 2     | John James Ingalls | 4               | 4 marca 1873                                       | 4 marca 1891      | Partia Republikańska | Reelekcja w 1879                                                                                              | |
| 2     | John James Ingalls | 5               | 4 marca 1873                                       | 4 marca 1891      | Partia Republikańska | Reelekcja w 1885 Przegrał wybory w 1891                                                                       | |
| 3     | William A. Peffer  |                 | 4 marca 1891                                       | 4 marca 1897      | Partia Populistyczna | 6 | Wybrany w 1891 Przegrał wybory w 1897                                                              |
| 4     | William A. Harris  |                 | 4 marca 1897                                       | 4 marca 1903      | Partia Populistyczna | 7 | Wybrany w 1897 Przegrał wybory w 1903                                                              |
| 5     | Chester I. Long    |                 | 4 marca 1903                                       | 4 marca 1909      | Partia Republikańska | 8 | Wybrany w 1903 Przegrał wybory w 1909                                                              |
| 6     | Joseph L. Bristow  |                 | 4 marca 1909                                       | 4 marca 1915      | Partia Republikańska | 9 | Wybrany w 1909 Przegrał prawybory w 1914                                                           |
| 7     | Charles Curtis     |                 | 4 marca 1915                                       | 3 marca 1929      | Partia Republikańska | 10 | Wybrany w 1914                                                                                     |
| 7     | Charles Curtis     | 11              | 4 marca 1915                                       | 3 marca 1929      | Partia Republikańska | Reelekcja w 1920                                                                                              | |
| 7     | Charles Curtis     | 12              | 4 marca 1915                                       | 3 marca 1929      | Partia Republikańska | Reelekcja w 1926 Zrezygnował w trakcie trwania kadencji, by objąć urząd Wiceprezydenta Stanów Zjednoczonych   | |
| Wakat | Wakat              | Wakat           | 3 marca 1929                                       | 1 kwietnia 1929   |                      | 12 | |
| 8     | Henry Justin Allen |                 | 1 kwietnia 1929                                    | 30 listopada 1930 | Partia Republikańska | 12 | Mianowany do kontynuowania kadencji w 1929 Przegrał wybory specjalne o dokończenie kadencji w 1930 |
| 9     | George McGill      |                 | 1 grudnia 1930                                     | 3 stycznia 1939   | Partia Demokratyczna | 12 | Wybrany do dokończenia kadencji w wyborach specjalnych w 1930                                      |
| 9     | George McGill      | 13              | 1 grudnia 1930                                     | 3 stycznia 1939   | Partia Demokratyczna | Wybrany na pełną, 6-letnią kadencję w 1932 Przegrał wybory w 1938                                             | |
| 10    | Clyde M. Reed      |                 | 3 stycznia 1939                                    | 8 listopada 1949  | Partia Republikańska | 14 | Wybrany w 1938                                                                                     |
| 10    | Clyde M. Reed      | 15              | 3 stycznia 1939                                    | 8 listopada 1949  | Partia Republikańska | Reelekcja w 1944 Zmarł w trakcie sprawowania urzędu w 1949                                                    | |
| Wakat | Wakat              | Wakat           | 8 listopada 1949                                   | 2 grudnia 1949    |                      | 15 | |
| 11    | Harry Darby        |                 | 2 grudnia 1949                                     | 28 listopada 1950 | Partia Republikańska | 15 | Mianowany do kontynuowania kadencji w 1949 Zrezygnował po wyborze następcy                         |
| 12    | Frank Carlson      |                 | 29 listopada 1950                                  | 3 stycznia 1969   | Partia Republikańska | 15 | Wybrany do dokończenia kadencji w wyborach specjalnych w 1950                                      |
| 12    | Frank Carlson      | 16              | 29 listopada 1950                                  | 3 stycznia 1969   | Partia Republikańska | Wybrany na pełną, 6-letnią kadencję w 1950                                                                    | |
| 12    | Frank Carlson      | 17              | 29 listopada 1950                                  | 3 stycznia 1969   | Partia Republikańska | Reelekcja w 1956                                                                                              | |
| 12    | Frank Carlson      | 18              | 29 listopada 1950                                  | 3 stycznia 1969   | Partia Republikańska | Reelekcja w 1962 Nie starał się o reelekcję w 1968                                                            | |
| 14    | Bob Dole           |                 | 3 stycznia 1969                                    | 11 czerwca 1996   | Partia Republikańska | 19 | Wybrany w 1968                                                                                     |
| 14    | Bob Dole           | 20              | 3 stycznia 1969                                    | 11 czerwca 1996   | Partia Republikańska | Reelekcja w 1974 Kandydat Republikanów na Wiceprezydenta w wyborach w 1976                                    | |
| 14    | Bob Dole           | 21              | 3 stycznia 1969                                    | 11 czerwca 1996   | Partia Republikańska | Reelekcja w 1980                                                                                              | |
| 14    | Bob Dole           | 22              | 3 stycznia 1969                                    | 11 czerwca 1996   | Partia Republikańska | Reelekcja w 1986                                                                                              | |
| 14    | Bob Dole           | 23              | 3 stycznia 1969                                    | 11 czerwca 1996   | Partia Republikańska | Reelekcja w 1992 Zrezygnował przed końcem kadencji, by prowadzić kampanię przed wyborami prezydenckimi w 1996 | |
| 15    | Sheila Frahm       | 23              |                                                    | 11 czerwca 1996   | 6 listopada 1996     | Partia Republikańska                                                                                          | Mianowana do kontynuowania kadencji w 1996 Przegrała prawybory przed wyborami specjalnymi w 1996   |
| 16    | Sam Brownback      | 23              |                                                    | 6 listopada 1996  | 3 stycznia 2011      | Partia Republikańska                                                                                          | Wybrany do dokończenia kadencji w wyborach specjalnych w 1996                                      |
| 16    | Sam Brownback      | 24              | Wybrany na pełną, 6-letnią kadencję w 1998         | 6 listopada 1996  | 3 stycznia 2011      | Partia Republikańska                                                                                          | |
| 16    | Sam Brownback      | 25              | Reelekcja w 2004 Nie starał się o reelekcję w 2010 | 6 listopada 1996  | 3 stycznia 2011      | Partia Republikańska                                                                                          | |
| 17    | Jerry Moran        |                 | 3 stycznia 2011                                    | nadal             | Partia Republikańska | 26 | Wybrany w 2010                                                                                     |
| 17    | Jerry Moran        | 27              | 3 stycznia 2011                                    | nadal             | Partia Republikańska | Reelekcja w 2016                                                                                              | |
| 17    | Jerry Moran        | 28              | 3 stycznia 2011                                    | nadal             | Partia Republikańska | Reelekcja w 2022                                                                                              | |